# Nueva Zelanda en los Juegos Paralímpicos de Albertville 1992
Nueva Zelanda estuvo representada en los Juegos Paralímpicos de Albertville 1992 por siete deportistas masculinos.

## Medallistas
El equipo paralímpico neozelandés obtuvo las siguientes medallas:
| Nombre         | Deporte      | Evento                     |
| -------------- | ------------ | -------------------------- |
| Oro            |              |                            |
| Patrick Cooper | Esquí alpino | Eslalon LW4 masculino      |
| Patrick Cooper | Esquí alpino | Supergigante LW4 masculino |
| Plata          |              |                            |
| —              |              |                            |
| Bronce         |              |                            |
| —              |              |                            |